# Mảng Amur

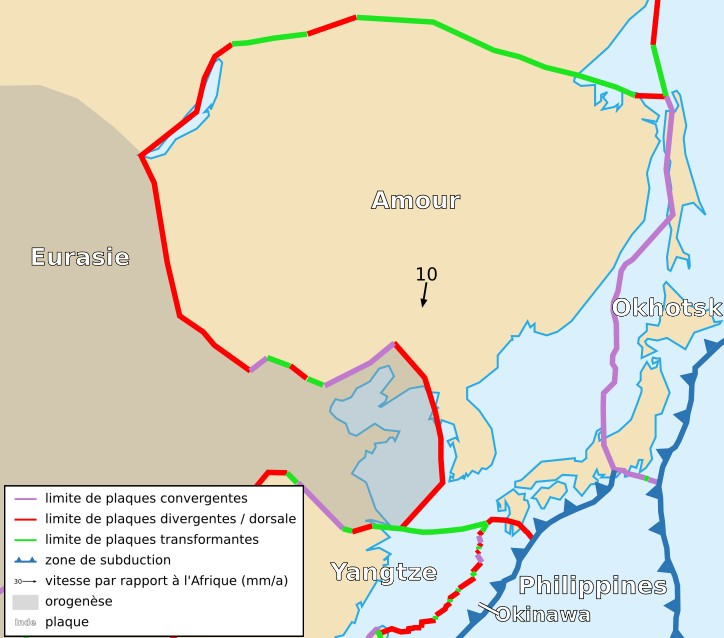
Bản đồ mảng Amur và các mảng kiến tạo cận kề (tên mảng bằng tiếng Pháp).

Mảng Amur hay mảng Trung Hoa là một mảng kiến tạo lục địa được đề xuất, che phủ khu vực Mãn Châu ở đông bắc Trung Quốc, bán đảo Triều Tiên, miền tây Nhật Bản và vùng Primorsky của Nga. Người ta vẫn chưa rõ nó có phải là một mảng kiến tạo độc lập hay chỉ là một phần của mảng Á-Âu. Nó có ranh giới về phía bắc và phía tây là mảng Á-Âu, ở phía đông bắc là mảng Okhotsk, ở phía nam là mảng Philippin. Đường nứt Baikal được coi là ranh giới giữa mảng Amur và mảng Á-Âu. Các đo đạc GPS chỉ ra rằng mảng kiến tạo này đang quay chậm theo hướng ngược chiều kim đồng hồ.
Mảng Amur có thể có liên quan và góp phần vào trận động đất Đường Sơn năm 1976 tại Trung Quốc.